# Cerkveni red
Cerkveni ali meniški red je ustanova posvečenega življenja, ki deluje pod okriljem katoliške Cerkve. Edina izjema je red sv. Vasilija, ki je hkrati edini pravoslavni red, čeprav je meništvo v pravoslavju zelo prisotno in tudi starejše kot v katoliški Cerkvi. Cerkvene redove v katoliški Cerkvi bi lahko v grobem glede na vprašanje poslanstva in posledično stikov s svetom zunaj samostana razdelili na dve veji:
- kontemplativne
- mendikantske.

Kontemplativni redovi so po nastanku starejši (prvi tak red so bili benediktinci, ki jih je ustanovil sveti Benedikt Nursijski v 6. stoletju), njihova glavna značilnost pa je prostovoljen umik od posvetnega življenja za samostanske zidove, kjer samostanska skupnost v samoti moli in dela. Geslo Moli in delaj ali latinsko Ora et labora je pravzaprav eno temeljnih gesel Redovniških pravil (Regula). Prav zaradi zaprtosti samostanov kontemplativnih redov so morali le-ti imeti dovolj posestev, da so z dohodki od njih vzdrževali tako samostansko družino kot tudi obnavljali stavbe in jih vedno znova prilagajali novim potrebam ter zahtevam časa in lokalnega prostora.
Med kontemplativne redove štejemo npr. benediktince, cistercijane, kartuzijane, klarise, karmeličane...
Mendikantski redovi, imenovani tudi ubožni ali beraški, so nekoliko kasnejšega nastanka in prinašajo s seboj tudi popolnoma drugačen način življenja in delovanja, na svojstven način pa tudi odzvanjajo duh časa, v katerem so nastali. Nekako bistvena značilnost mendikantskih redov je posnemanje Kristusa v delovanju in (materialnem) uboštvu. Redovnikom in redovnicam ter samostanom teh redov je v osnovi prepovedano lastništvo nad posestvi in drugimi materialnimi dobrinami, živeli naj bi med ljudmi in od ljudi (to je seveda ideal, ki ga poskušajo slediti, kar pa ni vedno možno). Prepoved imetja je bila na neki način tudi kritika mogočne Cerkvene posesti v času, ko so ti redovi nastajali. Delovanje mendikantskih redov je usmerjeno v pomoč laični skupnosti, sredi katere živijo, in sicer na različne načine - vodenje šol, bolnišnic, ubožnic, sirotišnic, kuhinj za brezdomce, opravljanje bogoslužja na domu ali v bolnišnicah...
V to skupino redov prištevamo npr. frančiškane, uršulinke, minorite, misionarke ljubezni (le-te je ustanovila Mati Tereza), usmiljene sestre, salezijance...

## Delni seznam cerkvenih redov

### Moški redovi
- Avguštinci
- Benediktinci
- Cistercijani
- Dominikanci
- Frančiškani
- Jezuiti
- Kapucini
- Karmeličani
- Kartuzijani
- Klaretinci
- Križniki (Nemški viteški red)
- Lazaristi
- Maltežani (Malteški viteški red)
- Minoriti
- Duhovna družina delo
- Misijonarji ljubezni
- Pavlinci
- Premonstratenci
- Salezijanci
- Serviti
- Trapisti

### Ženski redovi
- Avguštinke
- Benediktinke
- Celestinke
- Dominikanke
- Frančiškanke Brezmadežnega spočetja
- Frančiškanke Marijine misijonarke
- Karmeličanke
- Klarise (Red ubogih sester sv. Klare)
- Magdalenke
- Manjše sestre Marije Brezmadežne
- Marijine sestre Čudodelne svetinje
- Misijonarke ljubezni
- Sestre križniškega reda
- Duhovna družina delo
- Skupnost Loyola
- Notredamke (Kongregacija sester Naše gospe)
- Šolske sestre sv. Frančiška Kristusa Kralja
- Uršulinke
- Usmiljenke
- Usmiljene sestre sv. Križa

### Družbe apostolskega življenja
- Družba hčera Marije pomočnice (Salezijanke)
- Don Boskove prostovoljke
- Družina Kristusa Odrešenika
- Mala Frančiškova družina
- Frančiškov svetni red